# Evangelická luterská synoda
Evangelická luterská synoda (angl. Evangelical Lutheran Synod) je jedna z luterských církví v USA.

## Historie
Církev vznikla roku 1918 jako Norwegian Synod of the American Evangelical Lutheran Church; současný název nese od roku 1957.
Díky misii Evangelické luterské synody byla v České republice založena dosud neregistrovaná Česká evangelická luteránská církev, která působí v západních Čechách.